# معركة الزاب

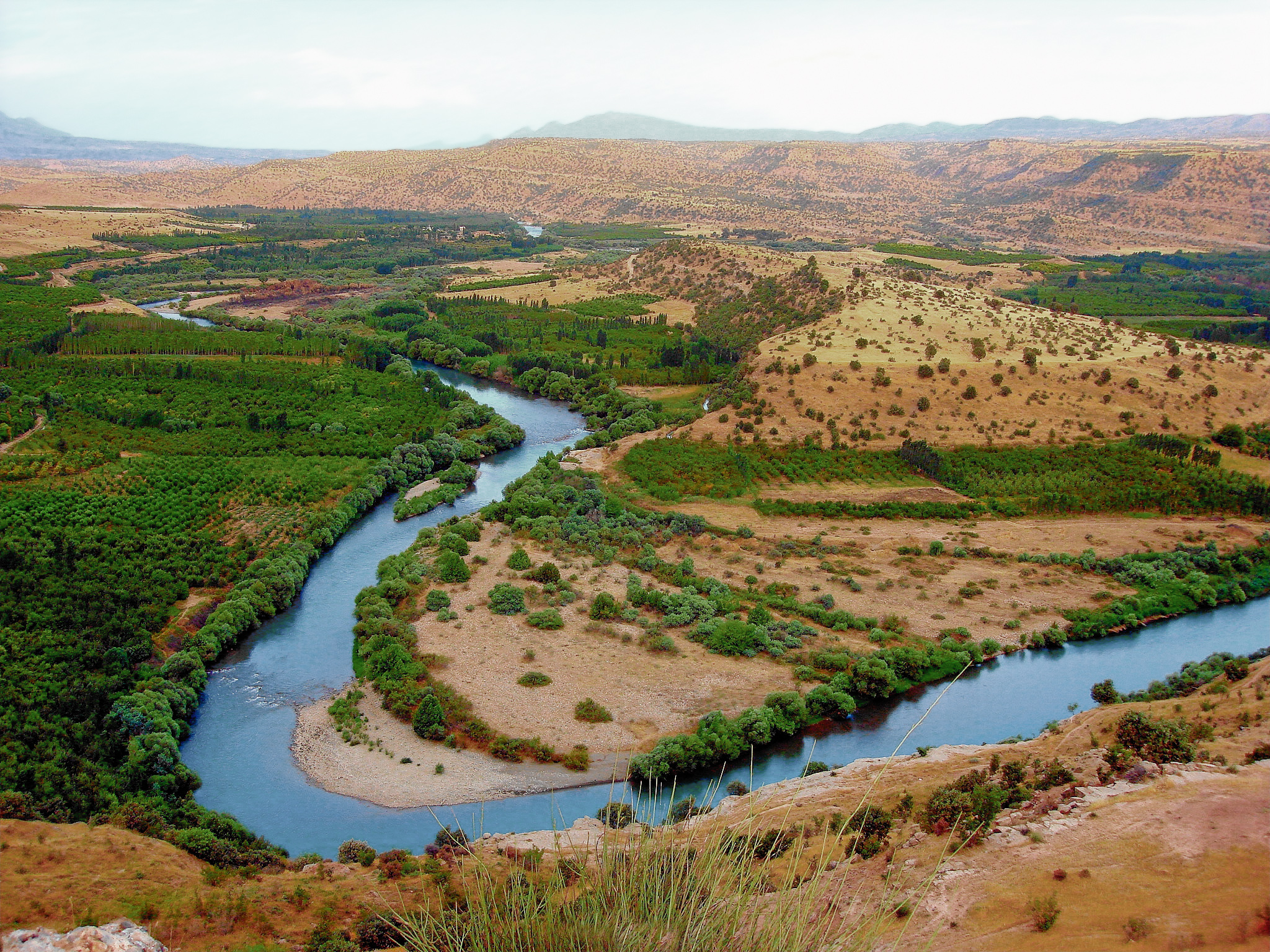
نهر الزاب الكبير اليوم في شمال العراق، وقد وقعت قُربه معركة الزاب الكبير التي أدَّت إلى سقوط الدولة الأموية سنة 132 هـ.

مَعْرَكَةُ الزَّابِ الْكُبْرَى أو مَعْرَكَةُ الزَّابِ الْأَعْلَى وقعت في 11 من جمادى الآخرة عام 132 هـ الموافق 25 يناير 750 م قرب نهر الزاب الكبير وهو أحد روافد نهر دجلة، ويقع في شمال العراق. وقعت المعركة بين الخليفة الأموي الأخير مروان بن محمد والقائد العباسي عبد الله بن علي. حيث التقى الجيشان في منطقة الزاب بين الموصل وأربيل، فانهزم جيش مروان وفرَّ إلى مصر حيث قُتل في مدينة أبي صير فكان آخر خلفاء بني أمية في الشام. وبمقتله انتهت عمليًا الخلافة الأموية ولذلك تعد إحدى المعارك الفاصلة في التاريخ الإسلامي، ولم ينجُ من الأمويين إلّا عبد الرحمن بن معاوية المُلقب بـعبد الرحمن الداخل، الذي بدوره فرَّ إلى الأندلس وأسس الدولة الأموية الثانية بها.

## الأسباب
كانت الخلافة الأموية قد وصلت إلى مرحلة الضعف في عهد مروان بن محمد وعمت الثورة التي قام بها الخراسانيون ضده وعلا شأن بني العباس، فتوجه مروان إلى الثوار في جيش كبير.

## الوقائع
زَحف الخليفة الأموي مروان بن محمد بجيشه حتى وصل إلى الموصل، ونزل دجلة، وسار إليه جيش العباسيين، وعسكر على الزاب الأكبر بقيادة عبد الله بن علي فكان النهر بينهما.

### النتائج
- قطع العباسيون الجسر فغرق من جيش مروان أكثر ممن قُتل.
- فر مروان إلى مصر ثم تتبعه العباسيون حتى قتلوه في سنة (132 هـ / 750 م) .
- سقطت الدولة الأموية، وقامت الدولة الأموية في الأندلس
- قيام الدولة العباسية.

## أخرى
- (1) سميت بهذا الاسم؛ لأن أحداثها دارت عند نهر الزاب الكبير، أحد روافد نهر دجلة، ويقع في شمال العراق، ويتصل بدجلة من جهته اليسرى.
- (2) مروان بن محمد: (72 – 132هـ / 692 – 750 م) آخر الخلفاء الأمويين في الشام (127 هـ / 744 م). هزمه العباسيون في معركة الزاب وقُتل في مصر، يعرف بمروان الحمار لجرأته في الحروب.

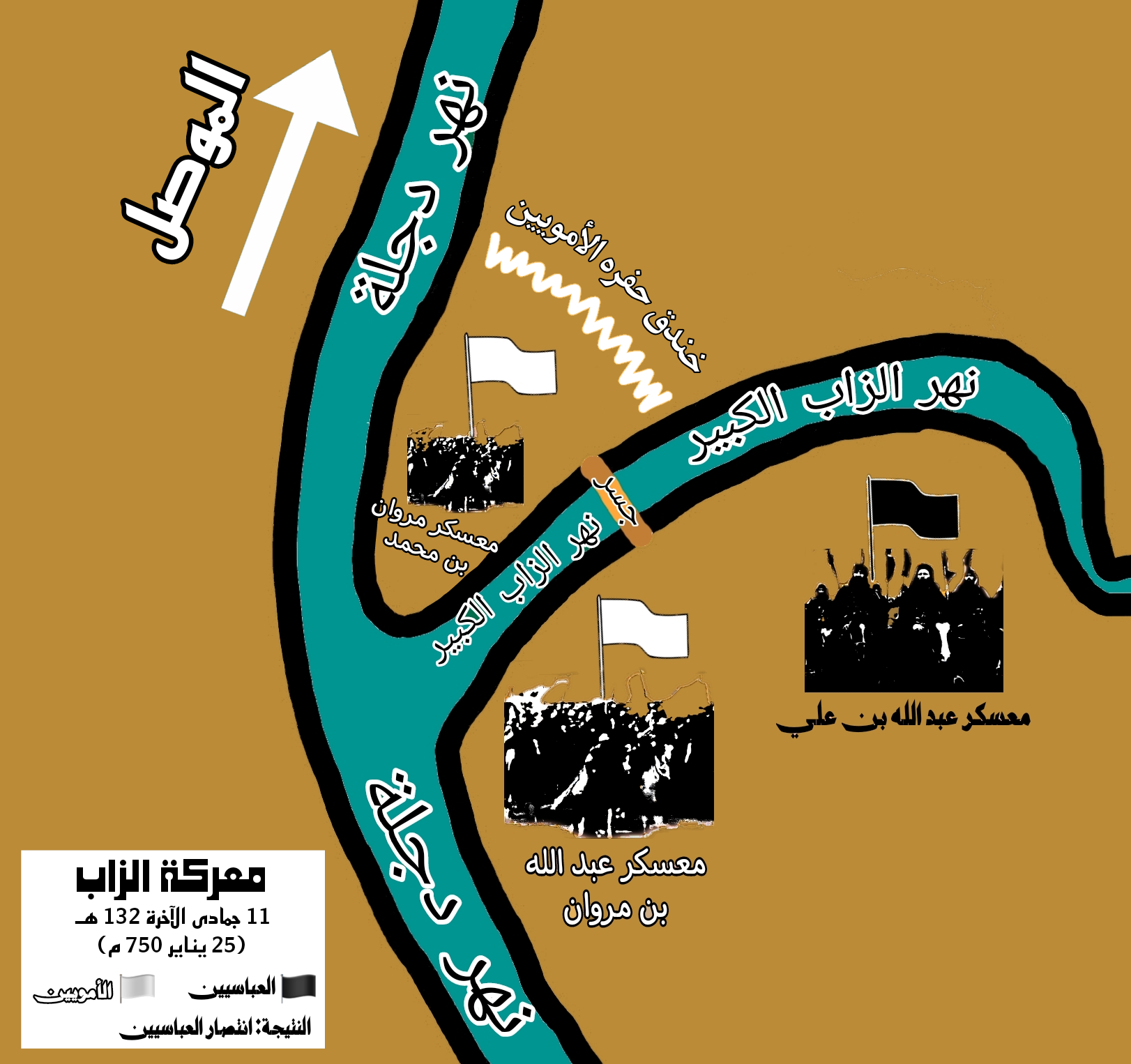
مخطط معركة الزَّاب بين العبَّاسيين والأمويين.

- مخطط معركة الزَّاب بين العبَّاسيين والأمويين.(3) عبد الله بن علي العباسي: (ت 147 هـ / 764 م) أمير عباسي، عم الخليفتين السفاح والمنصور، هزم الأمويين في معركة الزاب. طالب بالخلافة أيام المنصور فهزمه أبو مسلم الخراساني، مات سجينًا، وفي البداية أرسل عبد الله بن علي قوة من جيشه بقيادة عيينة بـن موسى عبرت النهر، واقتتلت مع جيش مروان بن محمد، لكنها هُزمت، فارتدت عائدة. ثم أنشأ مروان جسرًا على النهر، ليعبر عليه إلى الضفة الأخرى، ولما عبر التقى الجيشان، واستمرت المعركة بينهما تسعة أيام، اقتتلا فيها قتالًا شديدًا ومات عدد كبير من الجيشين، إلا أن النصر كان حليف العباسيين، وفرَّ جيش مروان بن محمد وقُتل الأخير لاحقًا في مصر وبموته كانت نهاية الدولة الأموية (باستثناء الدولة الأموية في الأندلس التي قامت على يد عبد الرحمن الداخل).